# Примаченко Пелагія Порфирівна
Пелагія Порфирівна Примаченко (1893, місто Одеса — ?) — українська радянська діячка, заслужена вчителька Української РСР, директор Одеської спеціалізованої школи № 75. Депутат Верховної Ради УРСР 2—3-го скликань.

## Біографія
Народжена в родині робітника. У 1911 році закінчила 8 класів жіночої гімназії у місті Одесі. Працювала вчителькою географії і математики в жіночій гімназії.
У 1919 році закінчила фізико-математичний факультет при Одеських вищих жіночих курсах.
З 1919 по 1929 рік працювала вчителькою Одеської школи-комуни № 11, вчителькою в Одеському окружному колекторі розумово відсталих дітей.
З 1929 року працювала директором спеціалізованих шкіл № 90 і № 75 (для розумово відсталих дітей) у місті Одесі. У 1941—1944 роках — перебувала в евакуації.
У 1944 — після 1951 року — директор Одеської спеціалізованої школи № 75. Очолювала Одеське міське об'єднання вчителів-дефектологів.

## Нагороди
- заслужена вчителька Української РСР (1941)